# Kengo Fukudome
Kengo Fukudome (福留 健吾 Fukudome Kengo?), född 14 maj 1987 i Tottori prefektur, är en japansk fotbollsspelare.
Fukudome spelade för Mito HollyHock. Efter Mito HollyHock spelade han för Azul Claro Numazu och Albirex Niigata Singapore. 2020 flyttade han till Gainare Tottori.